# Comté de Llano
Pour les articles homonymes, voir Llano.
Le comté de Llano, en anglais : Llano County, est un comté situé au centre de l'État du Texas aux États-Unis. Fondé le 1er février 1856, son siège de comté est la ville de Llano.  Selon le recensement des États-Unis de 2020, sa population est de 21 243 habitants. Le comté a une superficie de 2 501,5 km2, dont 2 419,1 km2 en surfaces terrestres. Il est nommé d'après la rivière Llano, un affluent du fleuve Colorado du Texas.

## Organisation du comté
Le comté est fondé le 1er février 1856, à partir des terres des comtés de Bexar et de Gillespie. Il est définitivement organisé et autonome, le 4 août 1856. 
Le comté est baptisé en référence à la rivière Llano (en), un affluent du fleuve Colorado du Texas.

## Géographie
Le comté de Llano est situé sur le plateau d'Edwards, au centre de l'État du Texas, aux États-Unis,. Il est bordé, à l'est, par le fleuve Colorado du Texas, dans lequel se jettent la rivière Llano (en), qui coule au centre du comté, d'ouest en est, et le Sandy Creek, qui traverse le sud du comté
.
Il a une superficie totale de 2 501,5 km2, composée de 2 419,1 km2 de terres et de 82,4 km2 de zones aquatiques.

## Comtés adjacents

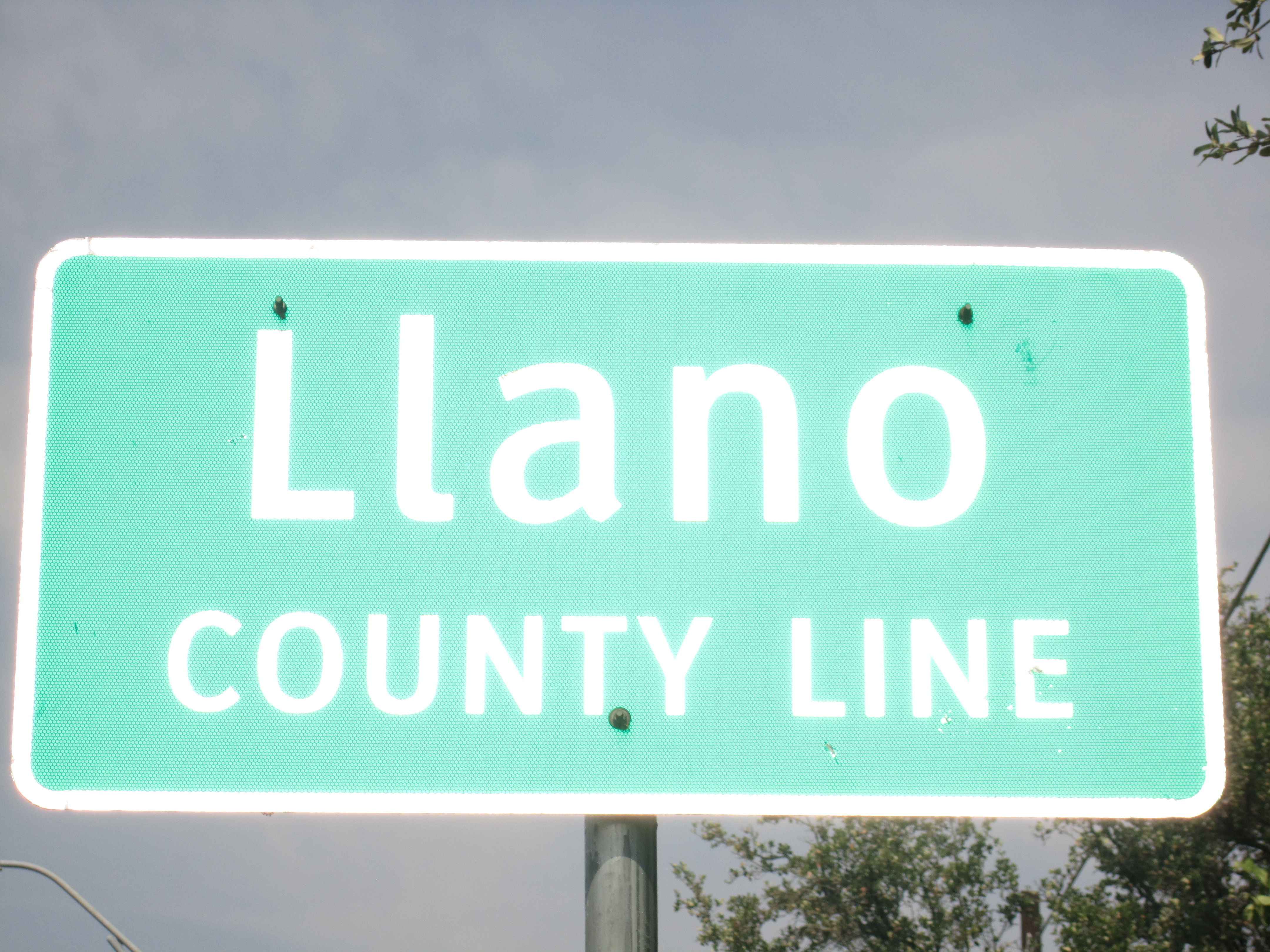
Panneau de signalisation indiquant la limite du comté.

|                | Comté de San Saba  |                 |
| Comté de Mason | Comté de Llano     | Comté de Burnet |
|                | Comté de Gillespie | Comté de Blanco |

## Démographie
Lors du recensement de 2010, le comté comptait une population de 19 301 habitants. En 2017, la population est estimée à 21 210 habitants,.

Pyramide des âges du comté de Llano (2000).

Selon l'American Community Survey, pour la période 2011-2015, 93,68 % de la population âgée de plus de 5 ans déclare parler l'anglais à la maison, 5,49 % déclare parler l'espagnol et 0,84 % une autre langue.